# Fermín Hernández Iglesias

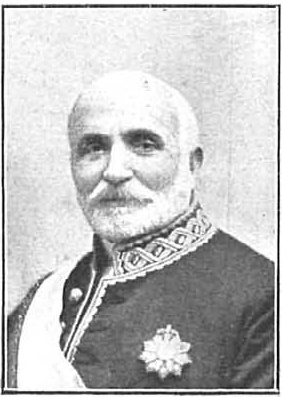
Fermín Hernández Iglesias, Nuevo Mundo, Madrid, 4 de marzo de 1909.

Fermín Hernández Iglesias (Salamanca, 11 de octubre de 1833-Madrid, 23 de febrero de 1909) fue un jurista español.

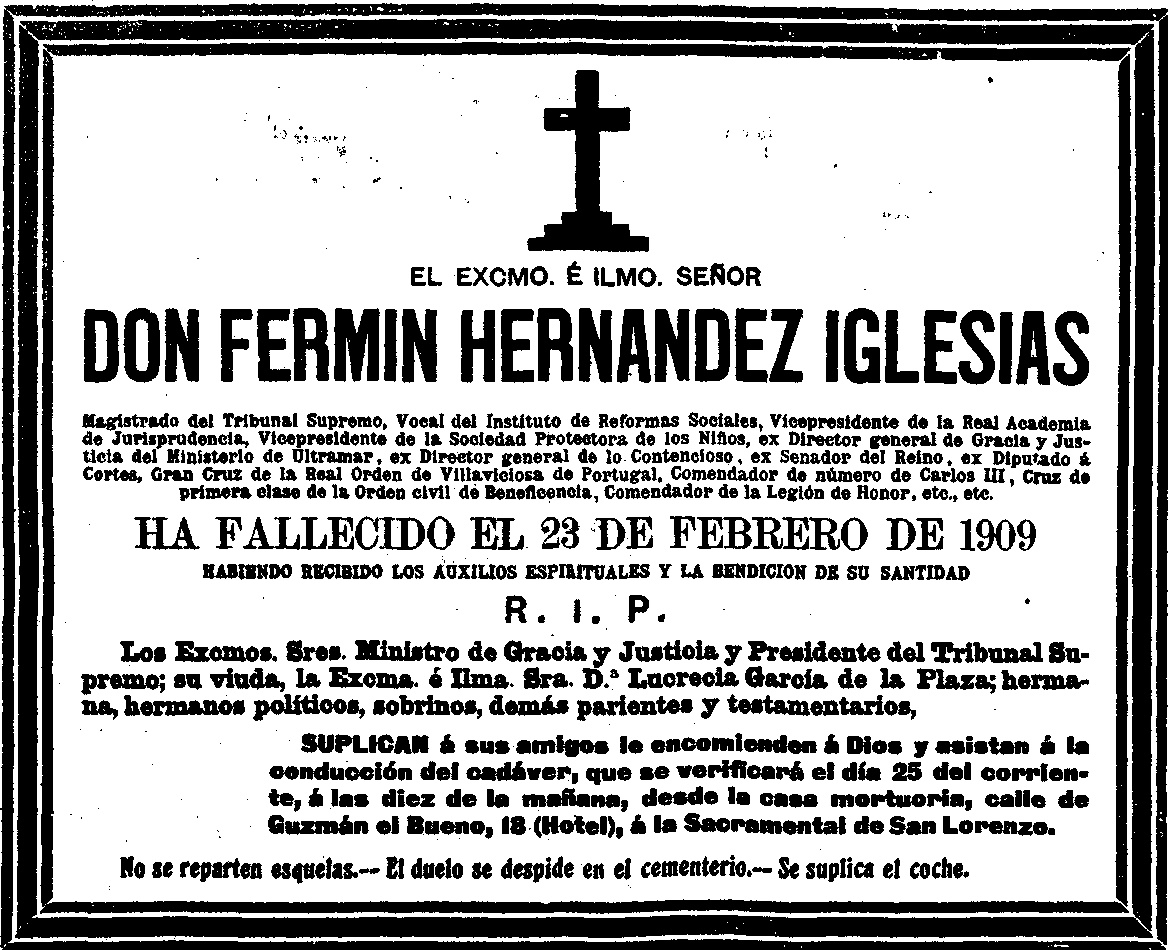
Esquela publicada en La Correspondencia de España del 25 de febrero de 1909.

## Biografía
Estudió Derecho en la Universidad de Salamanca, doctorándose en 1863. En 1865 publicó La esclavitud y el señor Ferrer de Couto (Madrid, Imprenta Universal, 1865) con prólogo de Julián Sánchez Ruano, donde combatía la justificación que de la esclavitud había publicado un año antes en Nueva York José Ferrer de Couto en Los negros en sus diversos estados y condiciones, tales como son, como se supone que son y como deben ser. En su ciudad natal fundó en 1868 con Sánchez Ruano y Gil Sanz la Academia Salmantina de Legislación y Jurisprudencia, y en 1869 el semanario La Provincia, del que ejerció como director-propietario. En 1869 pronunció el discurso para solemnizar la inauguración de la estatua de fray Luis de León en el patio de las Escuelas Mayores.
Establecido en Madrid durante el Sexenio Revolucionario, hizo carrera como funcionario en la sección de beneficencia del ministerio de la Gobernación, de la que llegó a ocupar la jefatura. Preocupado por la cuestión social, publicó sobre la materia La beneficencia en España, Madrid, Manuel Minuesa, 1876, y Beneficencia internacional, Madrid, Manuel Tello, 1880. 
Durante la Restauración, afín al Partido Conservador, fue diputado a Cortes por la provincia de Salamanca (distrito de Sequeros) en 1879, 1881 y 1884, y por el distrito de Puerto Príncipe en Cuba en la legislatura 1891-1892. Ocupó además escaño de senador por la provincia de Salamanca de 1886 a 1890 y por la Universidad de Salamanca de 1893 a 1900. Prosiguiendo su carrera funcionarial, desempeñó las direcciones generales de Gracia y Justicia en el Ministerio de Ultramar y de lo Contencioso en el de Hacienda, además de la vicepresidencia de la Sociedad Protectora de la Infancia, habiendo sido también director del boletín de la institución.
En el momento de su muerte era vicepresidente de la Real Academia de Jurisprudencia y Legislación, magistrado de la sala tercera de lo contencioso administrativo del Tribunal Supremo y vocal del Instituto de Reformas Sociales, además de presidente honorario de la Compañía Madrileña de Urbanización, promotora de la Ciudad Lineal, de la que había sido en sus inicios presidente ejecutivo.